# Station Machelen (Oost-Vlaanderen)
Station Machelen (Oost-Vlaanderen) is een voormalig spoorwegstation langs de Belgische spoorlijn 75 (Gent - Kortrijk - Rijsel (Lille)), in Machelen (Oost-Vlaanderen) een deelgemeente van Zulte.

## Geschiedenis
Het station Machelen (ook wel Machelen-aan-de-Leie genoemd) werd geopend op 22 september 1839. Het station heeft slechts onregelmatige bediening. Zo werd het in 1841 enkel bediend op maandag en op vrijdag. Op 1 oktober 1865 werd het een volwaardig station. In 1926 werd het station opnieuw een halte. Vanaf 1976 wordt de naam Machelen (Leie) om verwarring met het andere station Machelen te vermijden. Bij de sluiting, op 28 mei 1978, van dit station werd de telegrafische code FMCH aan het station Machelen (Brabant) overgedragen.
In 1917, tijdens de Eerste Wereldoorlog, kwam de Duitse keizer Wilhelm I op bezoek met de trein in Machelen. Het gebied lag namelijk in het Etappegebied. Wilhelm I stapte op 20 augustus 1917 af, samen met de kroonprins van Beieren, Rupprecht van Beieren. Na een bespreking in de wachtzaal van het station ging de keizer de troepen toespreken, onder wie Manfred von Richthofen. Op 23 december 1917 hield de keizer opnieuw halt in Machelen, wederom om de troepen aan te moedigen.
Tijdens het bevrijdingsoffensief van 1918 werd het station zwaar beschadigd.
0: Gent-Sint-Pieters ·
3,7: Sint-Denijs-Westrem ·
5,0: Hemelrijk ·
6,1: De Pinte ·
9,0: Broekstraat ·
9,8: Deurle ·
12,1: Muizenhol ·
13,1: Beekstraat ·
13,8: Astene ·
15,1: Deinze ·
19,0: Machelen ·
22,0: Olsene ·
24,4: Zulte ·
27,3: Waregem ·
31,8: Desselgem ·
33,9: Beveren-Leie ·
36,1: Harelbeke ·
41,4: Kortrijk ·
42,2: Kortrijk-Vorming ·
43,9: Marke ·
46,5: Lauwe ·
49,8: Aalbeke ·
53,8: Moeskroen